# P. Ramlee
P. Ramlee (22 tháng 3 năm 1929 – 29 tháng 5 năm 1973) là một ngôi sao vĩ cầm của Malaysia. Ông là một trong những nhân vật vĩ đại và được yêu thích nhất trong lịch sử giải trí Malaysia. Năm 1957, ông đoạt giải Nam diễn viên chính xuất sắc nhất tại Liên hoan phim Châu Á Thái Bình Dương Tokyo lần thứ 4. Năm 2010, CNN bình chọn ông là một trong 25 diễn viên châu Á vĩ đại nhất lịch sử.
Ông qua đời vì bệnh tim vào ngày 29 tháng 5 năm 1973, ở tuổi 44.